# Pura Meduwe Karang

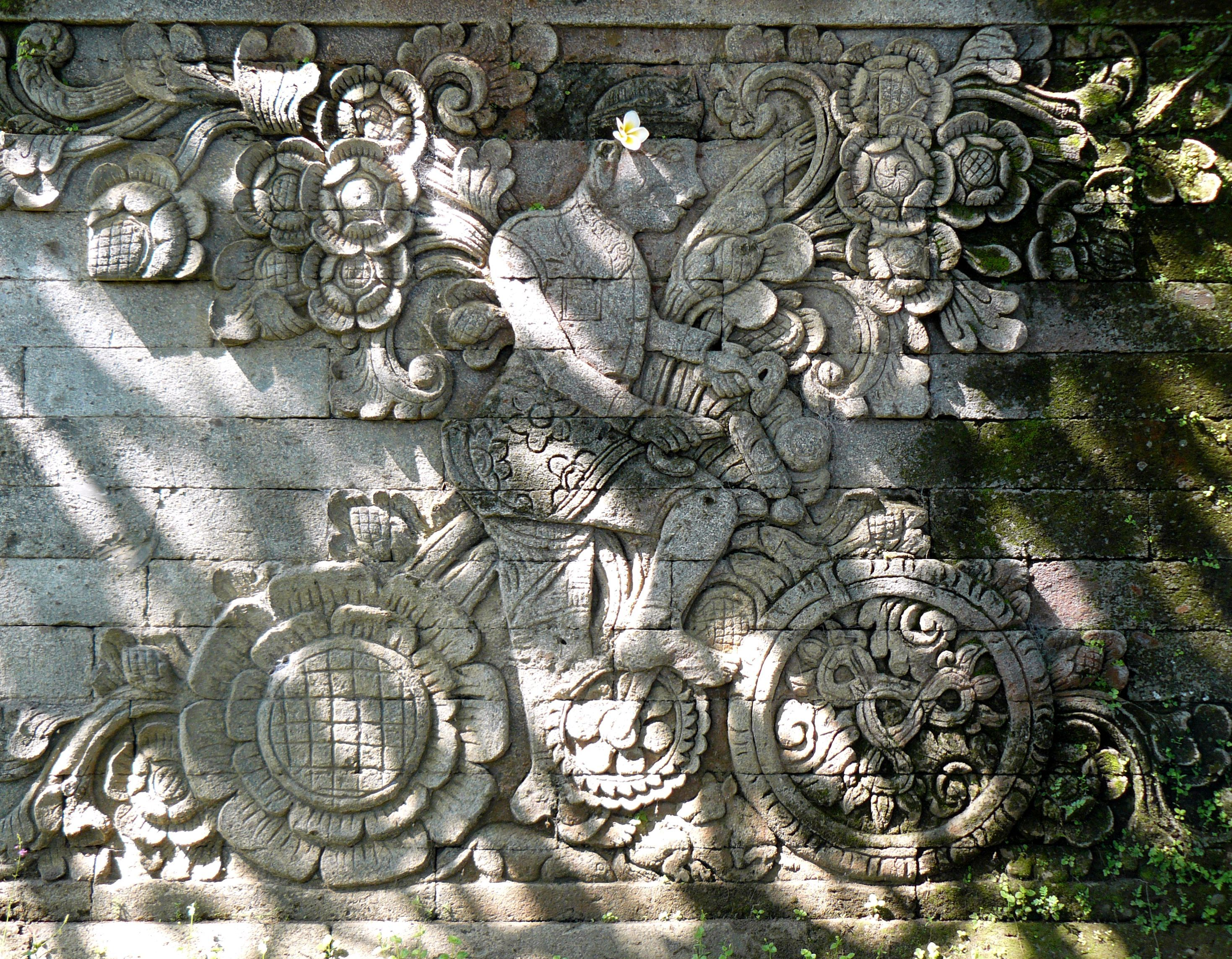
Fietser W.O.J. Nieuwenkamp

Pura Meduwe Karang is een tempel bij Kubutambahan circa 12 km ten oosten van Singaraja in het noorden van Bali.
De tempel is gewijd aan Batara Meduwe Karang (God van de grond). De tempel zorgt voor goddelijke bescherming van gewassen en vruchtbare grond.
Bij de ingang staan drie rijen met Ramayana beelden. De tempel is ommuurd en versierd met zuilen. Er zijn twee gespleten poorten en enkele paviljoenen.
Op het bovenste gedeelte bevindt zich het hoofdaltaar. Op de zijkant hiervan staat een fietser. Dat is een bewerking (met lotusmotief, zonder fietsketting) van een eerdere afbeelding van de Nederlandse kunstenaar W.O.J. Nieuwenkamp die in 1904 Bali per fiets verkende.